# William Émard
William Émard (Laval, 17 de marzo de 2000) es un deportista canadiense que compite en gimnasia artística. En los Juegos Panamericanos de 2023 obtuvo una medalla de plata en la prueba por equipo.

## Palmarés internacional
| Juegos Panamericanos | Juegos Panamericanos | Juegos Panamericanos | Juegos Panamericanos |
| Año                  | Lugar                | Medalla              | Prueba               |
| -------------------- | -------------------- | -------------------- | -------------------- |
| 2023                 | Santiago (Chile)     | Medalla de plata     | Concurso por equipos |